# Dejvické divadlo

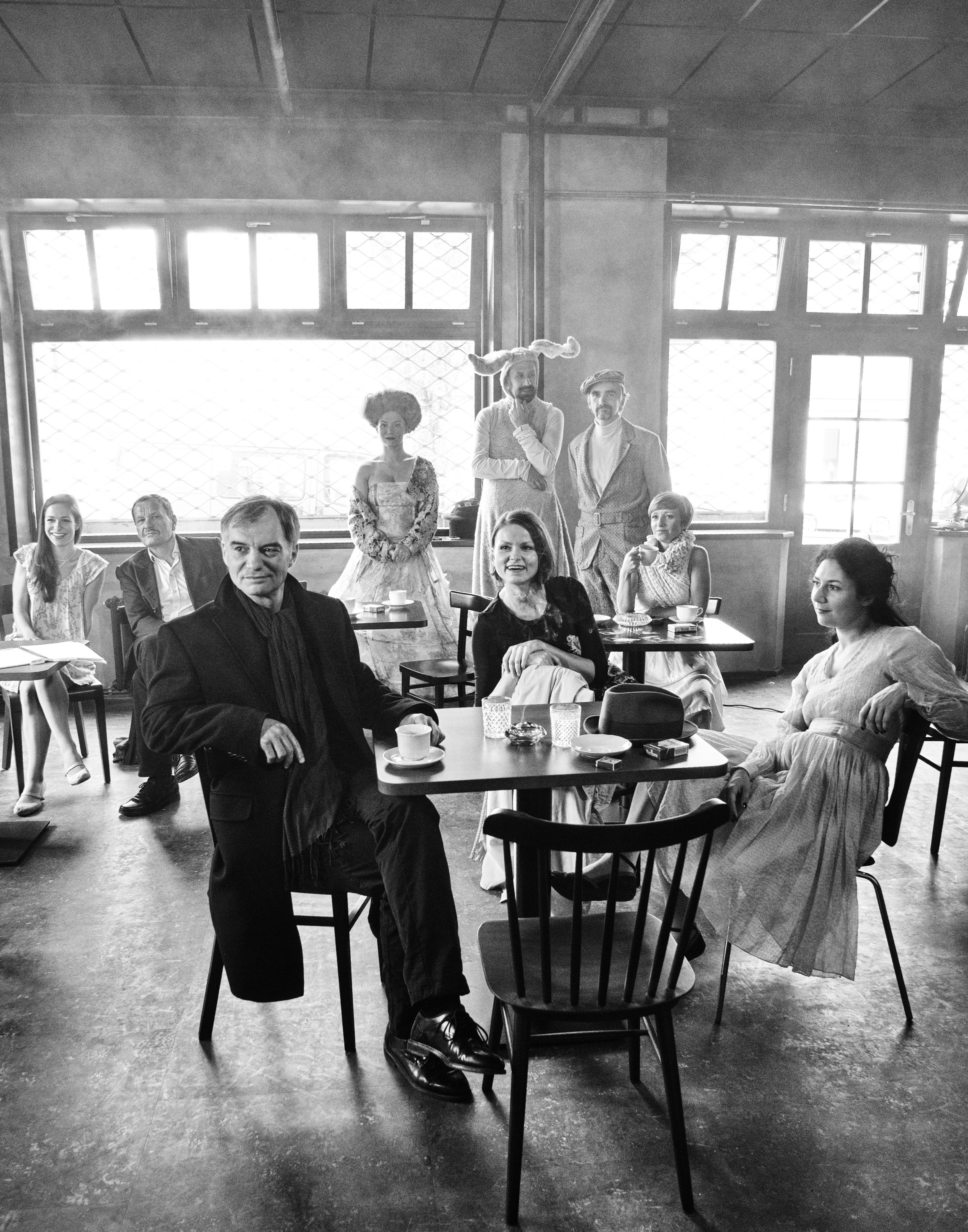
Dejvické divadlo ensemble 2015

Het Dejvické divadlo (Theater van Dejvice) is een theater in de Tsjechische hoofdstad Praag. Het theater, gelegen in de wijk Dejvice, werd geopend in 1992. Een jaar later kreeg het officieel de status van professioneel theater.